# 星乃岡温泉
星乃岡温泉（ほしのおかおんせん）とは、（株）大東興産が経営している、愛媛県松山市星岡町にある3棟からなる温泉施設である。
やや硫黄臭がするが、豊富な源泉を加水なしの掛け流しで、「美人の湯」と言うキャッチフレーズでつるつるになる。
入浴施設の他に食事や宿泊施設がある。
- 原泉
  - 星乃岡温泉原泉2,3号
- 効能
  - 美肌効果、疲労回復、神経痛、筋肉痛、関節痛、五十肩、肩凝り、腰痛、冷え症

## 星乃岡温泉
- 大浴場
- 岩風呂
- 檜風呂
- 歩行浴
- サウナ
- ミストサウナ

## スパ星乃岡
- 家族風呂（宿泊可）

## 千湯館
- 大浴場
- 炭酸浴
- シルクの湯
- 歩行浴
- 箱蒸し
- 露天風呂
- ミストサウナ
- サウナ
- 泡風呂
- 家族風呂（宿泊可）
- マッサージ
- レストラン